# Nihel Buchucha
Nihel Buchucha (nacida como Nihel Landolsi, 1 de julio de 1995) es una deportista tunecina que compite en judo.
Ganó dos medallas los años Juegos Panafricanos, en los años 2015 y 2019, y seis medallas en el Campeonato Africano de Judo entre los años 2017 y 2023.

## Palmarés internacional
| Juegos Panafricanos | Juegos Panafricanos               | Juegos Panafricanos | Juegos Panafricanos |
| Año                 | Lugar                             | Medalla             | Categoría           |
| ------------------- | --------------------------------- | ------------------- | ------------------- |
| 2015                | Brazzaville (República del Congo) | Medalla de bronce   | –70 kg              |
| 2019                | Rabat (Marruecos)                 | Medalla de plata    | –70 kg              |
| Campeonato Africano |                                   |                     |                     |
| Año                 | Lugar                             | Medalla             | Categoría           |
| 2017                | Antananarivo (Madagascar)         | Medalla de bronce   | –70 kg              |
| 2018                | Túnez (Túnez)                     | Medalla de bronce   | –70 kg              |
| 2019                | Ciudad del Cabo (Sudáfrica)       | Medalla de oro      | –70 kg              |
| 2021                | Dakar (Senegal)                   | Medalla de oro      | –70 kg              |
| 2022                | Orán (Argelia)                    | Medalla de oro      | –70 kg              |
| 2023                | Casablanca (Marruecos)            | Medalla de bronce   | –70 kg              |